# 부평모두몰
부평모두몰(富平-, Bupyeong Modoo Mall)은 대한민국 인천광역시 부평구에 위치한 쇼핑 센터(지하상가)로, 부평역사 지하에 위치해 있어 부평역지하상가라고도 한다. 부평모두몰의 면적은 약 3,1692m2이다. 2016년 기준으로 1408개 점포가 들어서 있다.
세계 최대의 지하상가로 2014년 5월 2일 한국기록원으로부터 대한민국 공식 기록으로 인정받고 미국의 월드레코드 아카데미로부터 2014년 11월 7일에 단일 면적 최다 지하상가의 점포수라는 타이틀로 세계기록으로 인증을 받았다.